# Đoàn Thị Giàu
Đoàn Thị Giàu (1898 – 1974) là một nhà giáo và nhà cách mạng Việt Nam. Bà là phu nhân của Chủ tịch nước Việt Nam Tôn Đức Thắng từ năm 1969 cho đến khi bà qua đời vào năm 1974, một năm trước khi hai miền Nam–Bắc thống nhất. Bà được mệnh danh là "Đệ nhất Phu nhân" giản dị nhất.

## Tiểu sử
Đoàn Thị Giàu sinh năm 1898 tại xã Vĩnh Kim, huyện Châu Thành, tỉnh Tiền Giang. Bà kết hôn với Tôn Đức Thắng vào năm 1921 nhưng hai ông bà phải xa nhau gần 30 năm do chiến tranh. Họ có với nhau 3 người con (2 gái, 1 trai). Do chồng làm cách mạng, bà một mình nuôi con. Con trai của ông bà mất khi mới 3 tuổi.
Bà được cho là đã ủng hộ ông Thắng gia nhập Đảng Cộng sản Đông Dương, tiền thân của Đảng Cộng sản Việt Nam hiện nay.
Năm 1954, sau Hội nghị Genève, bà tập kết ra Bắc đoàn tụ với chồng. Đoàn Thị Giàu trở thành Phu nhân Chủ tịch nước năm 1969 cho đến khi bà qua đời vào năm 1974. Bà được cho là đã duy trì một lối sống hết sức giản dị.